# Yōsuke Kataoka
Yōsuke Kataoka (japanisch 片岡 洋介 Kataoka Yōsuke; * 26. Mai 1982 in der Präfektur Saitama) ist ein ehemaliger japanischer Fußballspieler.

## Karriere
Kataoka erlernte das Fußballspielen in der Schulmannschaft der Seibudai High School und der Universitätsmannschaft der Kokushikan-Universität. Seinen ersten Vertrag unterschrieb er 2005 bei Omiya Ardija. Der Verein spielte in der höchsten Liga des Landes, der J1 League. Für den Verein absolvierte er 122 Erstligaspiele. 2010 wechselte er zum Ligakonkurrenten Kyoto Sanga FC. Für den Verein absolvierte er neun Erstligaspiele. 2011 kehrte er zu Omiya Ardija zurück. Am Ende der Saison 2014 stieg der Verein in die J2 League ab. Für den Verein absolvierte er 76 Ligaspiele. 2016 wechselte er zum Drittligisten Gainare Tottori. Für den Verein absolvierte er 36 Ligaspiele. Ende 2017 beendete er seine Karriere als Fußballspieler.